# نادي سكندربيو كورتشه
نادي سكندربيو كورتشه لكرة القدم (بالألبانية: Klubi Futbollistik Skënderbeu Korçë)‏ هو نادي كرة قدم احترافي مقره مدينة كورتشه في ألبانيا. تأسس عام 1908 ويلعب في الدوري الألباني الممتاز.

## روابط خارجية
- الموقع الرسمي (بالألبانية)
- صفحة النادي على UEFA.com (إنجليزية)